# Blaise-Pascal-Medaille
Die Blaise-Pascal-Medaille ist ein von der European Academy of Sciences vergebener Wissenschaftspreis. Pro Jahr werden bis zu sieben Medaillen verliehen. Die Medaille wird seit 2003 verliehen, beispielsweise in den Sparten Physik und Chemie, Mathematik, Geowissenschaften, Informatik, Biomedizin, Ingenieurwissenschaften.

## Preisträger
- 2003: Boris Verkhovsky (USA, Informatik), Enders Robinson (USA, Geowissenschaften), Enzo Tiezzi (Italien, Physik und Chemie, für physikalische Chemie), Jan Balzarini (Belgien, Biomedizin, AIDS-Forschung), Eric de Clercq (Belgien, Biomedizin, AIDS-Forschung)
- 2004: Manuel Cardona (Spanien, Deutschland, in Physik, für Festkörperphysik), Emmanuel Floratos (Griechenland, Physik), Lew Kudryawtsew (Lev Kudryavtsev, Russland, Mathematik), Robert Tarjan (USA, Informatik), Stan Veprek (Deutschland, Ingenieurwissenschaften, für Nanomaterialien-Forschung), Erich Windhab (Schweiz, Naturwissenschaften, für Forschungen in der Nahrungsindustrie)
- 2005: Edmund Hlawka (Österreich, Mathematik), Khalid Aziz (USA, Geowissenschaften), Issaak Chalatnikow (Russland, für Physik und Chemie, für Arbeiten in der Kosmologie), Anthony Fauci (USA, Biomedizin), Marie-Paule Pileni (Frankreich, Ingenieurwissenschaften, für Arbeiten in der Nanotechnologie), Peter Holland (Großbritannien, Naturwissenschaften, in Zoologie)
- 2007: Howard Green (USA, in Biologie, Kultivierung von Hautzellen für Transplantation), Frans Carl de Schryver (Belgien, Chemie), Oscar H. Ibarra (USA, Informatik), Sven Erik Jørgensen (Dänemark, Geowissenschaften), Alexander N. Guz (Ukraine, Materialwissenschaften), Edward Layer (Polen, Physik, elektrische Messtechnik dynamischer Systeme)
- 2008: Bernard Barbara (Frankreich, Physik), Saverio Cinti (Italien, Biomedizin), Willi Jäger (Deutschland, Mathematik), Terence G. Langdon (Großbritannien, Materialwissenschaften), Moshe Y. Vardi (USA, Informatik), Georges van den Abbeele (Belgien/USA, Sozialwissenschaften),
- 2009: Vincenzo Balzani (Italien, Chemie), Edgardo D. Carosella (Frankreich, Medizin), Jean Dalibard (Frankreich, Physik), Claude Debru (Frankreich, Sozialwissenschaften), Herbert Gleiter (Deutschland, Materialwissenschaften), Thomas Kailath (USA, Informatik), Pierre-Arnaud Raviart (Frankreich, Mathematik, für Arbeiten in mathematischer Modellbildung und Numerik)
- 2010: Giovanni Bignami (Italien, Astrophysik), Henri Kagan (Frankreich, Chemie), Anthony Kounadis (Griechenland, Ingenieurwissenschaften), Martin Schadt (Schweiz, Materialwissenschaften), Howard R. Morris (Vereinigtes Königreich, Medizin und Lebenswissenschaften), David Sherrington (Vereinigtes Königreich, Physik)
- 2011: Peter Carmeliet (Belgien, Medizin und Lebenswissenschaften), Giulio Maier (Italien, Ingenieurwissenschaften), Gordon David Plotkin (Vereinigtes Königreich, Informatik), Helmut Schwarz (Deutschland, Chemie), Karl Sigmund (Österreich, Mathematik), Ruslan Valiev (Russland, Materialwissenschaften), Peter Zoller (Österreich, Physik)
- 2012: Franco Brezzi (Italien, Mathematik), Steven Laureys (Belgien, Medizin), Mauro Ferrari (Italien/USA, Biomedical Engineering), Charles Joachain (Belgien, Physik), Jean-Pierre Sauvage, (Frankreich, Chemie), Hans-Joachim Freund (Deutschland, Materialwissenschaften)
- 2013: Benoît Perthame (Frankreich, Mathematik), Vladimir Torchilin (USA/Russland, Biomedizin), Dmitry Klimov (Russland, Ingenieurwesen), Anne L’Huillier (Frankreich, Physik), Maurizio Prato (Italien, Materialwissenschaften)
- 2014: John Meurig Thomas (Vereinigtes Königreich, Materialwissenschaften), Daniel Loss (Schweiz, Physik), Eberhard Knobloch (Deutschland, Sozialwissenschaften), Hubert Schmidbauer (Deutschland, Chemie), Jean-Pierre Gattuso (Frankreich, Umweltwissenschaften)
- 2015: Herbert Roesky (Deutschland, Chemie), Corinne Le Quéré (Umweltwissenschaften), Christos Zerefos (Umweltwissenschaften), Ulrike Diebold (Materialwissenschaften), Luis Vega (Mathematik), Manuel Garcia Velarde (Physik), Martin Carrier (Deutschland, Philosophie)
- 2016: Gianfranco Pacchioni (Italien, Chemie), Ni-Bin Chang (USA, Umweltwissenschaften), Elvira Fortunato (Portugal, Materialwissenschaften)
- 2017: Mike Mingos (Vereinigtes Königreich, Chemie), Nikita Morosow (Russland, Ingenieurwesen), Francisco J. Ayala (Vereinigte Staaten, Lebenswissenschaften), Luis Liz-Marzan (Spanien, Materialwissenschaften), Felix Otto (Deutschland, Mathematik)
- 2018: Avelino Corma (Spanien, Chemie), Carlos M. Duarte (Spanien, Umweltwissenschaften), Emmanuel Gdoutos (Griechenland, Ingenieurwesen), Paolo Samorì (Italien, Materialwissenschaften), Alice Guionnet (Frankreich, Mathematik), Peter Hänggi (Schweiz, Physik)
- 2019: Federico Rosei (Materialwissenschaften), David Milstein (Israel, Chemie), Jean Rossier (Medizin/Lebenswissenschaften), Quan Wang (Ingenieurwissenschaften), Luigi Ambrosio (Italien, Mathematik)
- 2020: Iain McCulloch (Materialwissenschaften), John Katsikadelis (Ingenieurwissenschaften), Albert Cohen (Mathematik), Manfred T. Reetz (Chemie), Tejinder Singh Virdee (Physik)
- 2021: Maria J. Esteban (Mathematik), Karl Leo (Physik), Clément Sanchez (Chemie), Isaac Elishakoff (Ingenieurwesen), Andrea Ferrari (Materialwissenschaften)
- 2022: Gary J. Schrobilgen (Chemie), Marco Amabili (Ingenieurwesen), Claudia Felser (Materialwissenschaften), Alain-Sol Sznitman (Mathematik), Susan M. Scott (Physik)
- 2023: George Z. Voyiadjis (Ingenieurwesen), Riccardo Betti (Physik), George Malliaras (Materialwissenschaften), Athanassios S. Fokas (Mathematik), Patrick Couvreur (Medizin und Lebenswissenschaften)
- 2024: Joachim Sauer (Chemie), Peter Smith (Erd- und Umweltwissenschaften), Pol D. Spanos (Ingenieurwesen), Yury Gogotsi (Materialwissenschaften), Alfio Quarteroni (Mathematik), Michel Goldman (Medizin und Lebenswissenschaften), Luís Silva (Physik)
- 2025:[1] Peter Sadler (Chemie), Susanne Brenner (Computerwissenschaften), Gustau Camps-Valls (Erd- und Umweltwissenschaften), Jiann-Wen Woody Ju (Ingenieurwesen), Cato Laurencin (Materialwissenschaften), Svitlana Mayboroda (Mathematik), Edith Heard (Medizin und Lebenswissenschaften), Franz Pfeiffer (Physik), Soraya de Chadarevian (Sozialwissenschaften und Humanities)